# Templo de Recife
El templo de Recife es uno de los templos construidos y operados por la Iglesia de Jesucristo de los Santos de los Últimos Días, el número 101 puesto en operaciones por la iglesia, el segundo templo construido en Brasil y el número 3 —penúltimo— dedicado en 2000 alrededor del mundo, ubicado en Recife, capital del estado de Pernambuco y uno de los principales puertos del país. Para el 2009 la iglesia había dedicado en Brasil cinco templos. El templo de Manaus, que fue anunciado en 2007, será el sexto templo en Brasil.
El templo de Recife fue construido con granito blanco extraído del estado de Ceará, con un diseño modificado del clásico pináculo único, pero con una estructura de mayor tamaño a los que tienen otros templos construidos en el año 2000, con el fin de acomodar a más de 140 mil fieles del norte de Brasil. Antes de la construcción del templo en la ciudad de Recife, los miembros de la iglesia SUD asistían al Templo de São Paulo, a unos 1900 km por carretera. El templo de Recife tiene un total de 3,460 metros cuadrados de construcción, contando con dos salones para las ordenanzas SUD y tres salones de sellamientos matrimoniales.
Ubicado a una altitud de 5 metros (16,4 pies) sobre el nivel del mar, el templo de Recife es uno de los templos de su tipo construidos a menor elevación en el mundo.

## Historia
La Iglesia de Jesucristo de los Santos de los Últimos Días tuvo sus inicios en Brasil en 1927, haciendo proselitismo en una pequeña comunidad alemana llamada Joinville, bautizando al primer converso dos años después, el 14 de abril de 1929. La historia de la Iglesia de Jesucristo de los Santos de los Últimos Días en la ciudad de Curitiba se remonta a junio de 1933, creándose el primer distrito con menos de 500 fieles en 1960 y la primera estaca en 1973.
Durante la primera mitad del siglo XX, la noción de un templo en Recife era muy distante, sin embargo, la obra genealógica y vicaria iba siendo enviada para los templos en los Estados Unidos a fin de realizar las ceremonias del templo por los fallecidos brasileños. En 1975, el entonces presidente de la iglesia SUD Spencer W. Kimball anunció los planes para la construcción del templo de Sao Paulo, dedicándose en 1978 y creando un despertar entre los miembros en general de Brasil para la obra del templo. Sin embargo, debido al costo y la distancia, algunas familias en el norte de Brasil, incluyendo el estado de Pernambuco, solo estaban en condiciones de viajar una vez a São Paulo. A menudo, las familias no podían asistir a las bodas del templo de sus hijos. Con la dedicación de los templos en Recife, Curitiba y Porto Alegre y pronto el templo de Manaus, todas las familias SUD en Brasil tendrán acceso más cercano a un templo.

## Dedicación
La construcción del templo en Recife fue anunciado en una carta a las autoridades locales de Brasil el 15 de enero de 1995, previo al anuncio mundial de la meta del entonces presidente de la iglesia Gordon B. Hinckley de tener construidos 100 templos alrededor del mundo para fines del año 2000. La ceremonia de la primera palada tuvo lugar el 11 de noviembre de 1996, presidida por Gordon B. Hinckley, entonces presidente de la iglesia SUD y a ella asistieron más de 2.500 personas.
El templo SUD de Recife fue dedicado para sus actividades eclesiásticas en cuatro sesiones, el 15 de diciembre de 2000, por el entonces presidente de la iglesia Gordon B. Hinckley, dos días antes de la dedicación del templo de Porto Alegre. Con anterioridad a ello, del 11 de noviembre al 2 de diciembre de ese mismo año, la iglesia permitió un recorrido público de las instalaciones y del interior del templo al que asistieron más de 78.000 visitantes. Unos 7.000 miembros de la iglesia e invitados asistieron a la ceremonia de dedicación, que incluye una oración dedicatoria. Siendo el templo 101 dedicado por la iglesia, sobrepasó la meta del total de 100 templos a nivel mundial anticipados para fines de 2000.
El templo de Recife es utilizado por más de 140 mil miembros de la iglesia SUD repartidos en estacas afiliadas a la iglesia en Pernambuco, así como en Aracaju y otras ciudades del estado de Sergipe, el municipio de Arapiraca y el resto del estado de Alagoas, Belém y el resto del estado de Pará, Camaçari, Feira de Santana y otras comunidades del estado de Bahía, Campina Grande y el resto del estado de Paraíba, Caucaia, Fortaleza y otras ciudades del estado de Ceará, entre otros.